# Dusun Baru (Seluma)
Dusun Baru is een bestuurslaag in het regentschap Seluma van de provincie Bengkulu, Indonesië. Dusun Baru telt 1065 inwoners (volkstelling 2010).